# Lantana mutabilis
Lantana mutabilis là một loài thực vật có hoa trong họ Cỏ roi ngựa. Loài này được Weigel mô tả khoa học đầu tiên năm 1776.